# Culturele verdragen van het Koninkrijk der Nederlanden
De culturele verdragen van het Koninkrijk der Nederlanden zijn bilaterale verdragen van culturele aard tussen het Koninkrijk der Nederlanden en een ander land.

## Verdragen met België
In 1927 werd in België besloten - bij gebrek aan een Vlaamse eenheidstaal en -spelling - de spelling van het Algemeen Beschaafd Nederlandsch van Nederland als norm over te nemen. Daartoe sloten België en Nederland een verdrag. Het verdrag werd echter nooit geratificeerd en uitgevoerd.
Bij de totstandkoming van de Benelux in 1944 tussen België, Nederland en Luxemburg wilden België en Nederland niet alleen op economisch terrein samenwerken, maar ook op het culturele vlak. Nederland en België ondertekenden in 1946 een cultureel verdrag.
In 1980 kwam de Nederlandse Taalunie tot stand. Hiervoor tekenden de beide landen ook een verdrag.
In 1995 werd het tot nu toe laatste verdrag vastgesteld. Dit gebeurde samen met het ingaan van de bevoegdheid voor de Vlaamse Culturele Raad om zelfstandig verdragen af te sluiten met andere landen. Met het ingaan van dit verdrag werd het Belgisch-Nederlands Cultureel Verdrag vervangen door het Cultureel Verdrag tussen Nederland en Vlaanderen.

#### Lijst
- 1927: Intellectueel Akkoord (nooit inwerking getreden)
- 1946: Belgisch-Nederlands Cultureel Verdrag (tot 1995)
- 1980: Verdrag inzake de Nederlandse Taalunie (inmiddels samen met Suriname)
- 1995: Cultureel Verdrag tussen Nederland en Vlaanderen

## Verdragen met Zuid-Afrika
De culturele verdragen met Zuid-Afrika kwamen niet door stand door behoefte aan een eenheidsspelling, omdat Zuid-Afrika reeds in 1905 zijn eigen Vereenvoudigde Nederlandse Spelling (VNS) kreeg. Op 31 mei 1951 sloten Nederland en de Unie van Zuid-Afrika een cultureel verdrag af. Dit verdrag kwam tot stand tijdens het gezamenlijk organiseren van het Van Riebeeckfestival rondom het 300-jarig bestaan van Zuid-Afrika in 1952, nadat de Nederlander Jan van Riebeeck in 1652 de fundamenten voor Zuid-Afrika had gelegd door de Nederlandse Kaapkolonie te stichten. Het verdrag trad in werking op 11 mei 1953.
Dit eerste verdrag werd op 5 februari 1982 eenzijdig door Nederland verbroken, na internationale druk van onder andere de Verenigde Staten om de Zuid-Afrikaanse regering wegens zijn apartheidsbeleid verder onder druk zetten en na de relatief innige economische banden ook de culturele banden met het land te verbreken.
Na de afschaffing van apartheid en het aantreden van de regering onder president Nelson Mandela op 10 mei 1994 wilde Nederland weer zo snel mogelijk de banden met Zuid-Afrika herstellen. Op 30 september 1995 kwam een nieuw verdrag tot stand. Dit verdrag gaat niet over de verbanden tussen de Nederlandse en Afrikaanse taal en de verwantschap tussen het Nederlandse en Afrikaner volk, maar het Afrikaans Nationaal Congres, de nieuwe regeringspartij van Zuid-Afrika, wilde niet verder gaan dan een zeer algemeen verdrag. Wel draagt Zuid-Afrika volgens het verdrag alle aangelegenheden rondom het Nederlandstalige onderwijs in Zuid-Afrika over aan de Nederlandse Taalunie.
In 2008 deden de Nederlandse staatssecretaris Timmermans en de Vlaams minister van Cultuur Zuid-Afrika een aanbod om onderhandelingen te starten over de toetreding van Zuid-Afrika tot de Nederlandse Taalunie. De regering van Zuid-Afrika sloeg dit aanbod af.

### Lijst
- 1951: Cultureel Verdrag tussen Nederland en de Unie van Zuid-Afrika (tot 5 februari 1982)
- 1995: Verdrag tussen het Koninkrijk der Nederlanden en de Republiek Zuid-Afrika inzake samenwerking op het gebied van onderwijs en wetenschappen, kunst en cultuur, gezondheid, welzijn en sport (nog niet in werking getreden)